# Армандо Броя
Армандо Броя (алб. Armando Broja, нар. 10 вересня 2001, Слау, Велика Британія) — албанський футболіст, форвард англійського клубу «Челсі» та національної збірної Албанії. На умовах оренди грає за «Евертон».

## Ігрова кар'єра

### Клубна
Армандо Броя народився у британському містечку Слау, куди з Албанії переїхала його родина. Футболом Броя почав займатися в академії лондонського «Тоттенгем Готспур» з шестирічного віку. Але у 2009 році Броя перейшов до футбольної школи іншого клубу з Лондона - «Челсі». У лютому 2020 року Армандо підписав з «аристократами» свій перший професійний контракт. А в березні зіграв перший матч у складі «Челсі», замінивши по ходу гри Олів'є Жіру.
Не маючи гарантованого місця в основі «Челсі», Броя влітку 2020 року на правах оренди приєднався до клубу з Нідерландів — «Вітессу». Орендний договір діє до кінця сезону. У вересні у матчі проти роттердамської «Спарти» Броя дебютував в Ередивізі.

### Збірна
З 2019 року Армандо Броя виступав за юнацькі та молодіжну збірні Албанії. У вересні 2020 року він дебютував у складі національної збірної Албанії.